# Antoinette Moya
Pour les articles homonymes, voir Moya.
Antoinette Moya est une actrice française née le 10 juin 1928 à Oran et morte le 16 juin 2021 à Paris 18e.

## Biographie
Depuis le début des années 1970, elle est l'un des seconds rôles féminins les plus employés. Avec talent, elle caractérise des mères (celle d’Isabelle Adjani dans L'Année prochaine... si tout va bien) ou épouses sympathiques (Mais qu'est-ce que j'ai fait au bon Dieu pour avoir une femme qui boit dans les cafés avec les hommes ?), ou plus rarement acariâtres (la femme de Michel Serrault dans Pile ou Face).
Elle croque toujours un rôle avec justesse : la caissière de Restoroute dans Asphalte par exemple.
Ses plus importantes prestations restent celles du film de Michel Soutter L'Escapade (1974) et de la comédie de Jan Saint-Hamont Mais qu'est-ce que j'ai fait au bon Dieu pour avoir une femme qui boit dans les cafés avec les hommes ? (1980), dont elle tient le premier rôle féminin aux côtés de Robert Castel.

## Filmographie

### Cinéma
- 1954 : Adam est... Ève de René Gaveau : Adeline Beaumont
- 1955 : Je suis un sentimental de John Berry
- 1961 : Le Tracassin ou Les Plaisirs de la ville d'Alex Joffé : La réceptionniste
- 1968 : Alexandre le bienheureux d'Yves Robert : Angèle Sanguin
- 1970 : Midi Minuit de Pierre Philippe : Julia
- 1970 : Et qu'ça saute ! de Guy Lefranc
- 1972 : Le Viager de Pierre Tchernia : Angèle, la femme du facteur
- 1973 : Bel Ordure de Jean Marboeuf : La chanteuse
- 1973 : Un officier de police sans importance de Jean Larriaga : la caissière
- 1973 : L'Italien des roses de Charles Matton : La femme du téléspectateur
- 1974 : Juliette et Juliette de Remo Forlani
- 1974 : L'Escapade de Michel Soutter : Virginie
- 1975 : La Rage au poing d'Eric Le Hung
- 1976 : Gloria Mundi de Nico Papatakis : Yvette
- 1977 : L'Amour en herbe de Roger Andrieux : Madame Lesourd
- 1978 : La Part du feu d'Etienne Périer
- 1980 : Mais qu'est-ce que j'ai fait au bon Dieu pour avoir une femme qui boit dans les cafés avec les hommes ? de Jan Saint-Hamont : Odette Crémieux
- 1980 : Pile ou Face de Robert Enrico : Mme Morlaix
- 1981 : Asphalte de Denis Amar : La caissière du restauroute
- 1981 : La Provinciale de Claude Goretta : Yvette
- 1981 : L'Année prochaine... si tout va bien de Jean-Loup Hubert : Adrienne Maréchal, la mère d'Isabelle
- 1982 : Qu'est-ce qu'on attend pour être heureux ! de Coline Serreau : La maquilleuse
- 1984 : Stress de Jean-Louis Bertuccelli : Une cliente
- 1990 : La Campagne de Cicéron de Jacques Davila : Simone
- 1991 : Pin-up et Pénélope (court métrage) de Valérie Malek
- 1993 : Pétain de Jean Marboeuf : Eugénie Pétain
- 1994 : Le Fils préféré de Nicole Garcia : Odetta
- 1995 : Une leçon de savoir vivre (court métrage) de Pascal Bonnelle : L'épouse de Dédé
- 1996 : Portraits chinois de Martine Dugowson : Christine Perridoux
- 1996 : Bernie d'Albert Dupontel : L'agent immobilier
- 1997 : Les Démons de Jésus de Bernie Bonvoisin : Rita
- 1997 : L'Autre côté de la mer de Dominique Cabrera : Claudine
- 1998 : Restons groupés de Jean-Paul Salomé : Lyliane
- 2000 : Jet Set de Fabien Onteniente : Madame Gonsalvès, la mère de Mike
- 2001 : Du côté des filles de Françoise Decaux-Thomelet : Maman
- 2003 : Son frère de Patrice Chéreau : La mère
- 2006 : Coup de sang de Jean Marboeuf : Belle-maman
- 2007 : Pas douce de Jeanne Waltz : voix
- 2015 : L'Ombre des femmes de Philippe Garrel : la mère de Manon

### Télévision
- 1963 : Les Rustres (téléfilm) : Margarita, la femme de Lunardo
- 1965 : Les Cinq Dernières Minutes, (série télévisée), épisode La Chasse aux grenouilles de Claude Loursais : Yvette Riotord
- 1966 : Au théâtre ce soir : Blaise de Claude Magnier, mise en scène Jacques Mauclair, réalisation Pierre Sabbagh : Pepita
- 1967 : Les Cinq Dernières Minutes (série télévisée), épisode Finir en beauté de Claude Loursais : Florence
- 1969 : Les Oiseaux rares (série télévisée) : l'épicière
- 1972 : Le Fils du ciel (série télévisée) d'Alain Dhénaut : Suzanne Nollier
- 1972 : Au théâtre ce soir : Le Médecin malgré lui de Molière, mise en scène Jean Meyer, réalisation Georges Folgoas : Jacqueline
- 1972 : Au théâtre ce soir : Les Boulingrin de Georges Courteline, mise en scène Jean Meyer, réalisation Georges Folgoas : Félicie
- 1973 : Ce Schubert qui décoiffe (téléfilm)
- 1973 : L'Alphomega (série télévisée) : Dona Teresa
- 1973 : Les Enquêtes du commissaire Maigret (série télévisée), épisode : Maigret et l'homme du banc de René Lucot : Arlette
- 1975 : Au théâtre ce soir : Demandez Vicky de Marc-Gilbert Sauvajon, mise en scène Jacques-Henri Duval, réalisation Pierre Sabbagh : Gina
- 1975 : Marie-Antoinette (série télévisée)
- 1976 : Un été à Vallon (téléfilm) : la charcutière
- 1977 : La Filière (série télévisée), épisode 7 : l'infirmière
- 1978 : Histoires de voyous: Le casse des rois mages (téléfilm) : Mélanie
- 1978 : Le Coup monté (téléfilm) : Isabelle
- 1978 : Désiré Lafarge (série télévisée), épisode Le Printemps de Désiré Lafarge de Jacques Krier
- 1979 : Au théâtre ce soir : À vos souhaits de Pierre Chesnot, mise en scène Claude Sainval, réalisation Pierre Sabbagh : Viviane
- 1979 : L'inspecteur mène l'enquête (série télévisée) : Geneviève Ribout
- 1980-1989 : Julien Fontanes, magistrat (série télévisée), 6 épisodes : Marthe Mingot, la bistrotière
- 1981 : Pause café (série télévisée) : la mère de Laetitia
- 1982 : Aide-toi... (téléfilm) : Ginette
- 1983 : Le Fou de Buffon (téléfilm)
- 1984 : Le Vent du nord (téléfilm) : Madame Bouglon
- 1986 : L'Ombre des bateaux sur la ville de Jacques Krier (téléfilm) : Violette
- 1989 : Les Millionnaires du jeudi (série télévisée)
- 1991 : L'Impure (téléfilm)
- 1992 : Le Cerf-volant (téléfilm) : La mère
- 1992 : Nestor Burma (série télévisée), épisode Une aventure de Nestor Burma : Lucie Ponceau
- 1993 : A Year in Provence (série télévisée) : Madame Seguin
- 1993 : Clovis (série télévisée) : Rose
- 1994 : La Récréation (téléfilm) : Gisèle
- 1995 : Les Cinq Dernières Minutes (série télévisée), épisode Les Dessous des cartes de Jean-Louis Lorenzi : Margot
- 1997 : La Fille des nuages (téléfilm) : Mme Mansard
- 1997 : La Bastide blanche (téléfilm) : Henriette Giraud
- 2001 : PJ (série télévisée), épisode PJ : Police judiciaire : Liliane Verdie
- 2001 : Julie Lescaut (série télévisée), saison 10, épisode 5 Disparitions d'Alain Wermus : Madeleine Devil
- 2002 : Action Justice (série télévisée) : Clémence Bourdhon

## Théâtre
- 1951 : La Main de César d'André Roussin, mise en scène de l'auteur, Théâtre des Célestins, Théâtre de Paris
- 1954 : Un caprice et Il ne faut jurer de rien d'Alfred de Musset, mise en scène René Barré, Théâtre des Célestins
- 1955 : Le Troisième Jour de Ladislas Fodor, mise en scène Victor Francen, Théâtre des Ambassadeurs
- 1956 : Les Français à Moscou de Pol Quentin, mise en scène Jacques Charon, Théâtre des Célestins
- 1957 : Un français à Moscou de Pol Quentin, mise en scène Jacques Charon, Théâtre de la Renaissance
- 1958 : Lope de Vega de Claude Santelli, mise en scène Jacques Fabbri, Théâtre de la Renaissance
- 1959 : Blaise de Claude Magnier, mise en scène Jacques Mauclair, Théâtre des Nouveautés
- 1961 : Le Cheval chinois d'Armando Curcio, Théâtre Charles de Rochefort
- 1961 : Moulin à poivre de Robert Rocca et Jacques Grello, mise en scène Jacques Mauclair, Les Trois Baudets
- 1963 : La Surprise de l'amour de Marivaux, mise en scène Pierre Debauche, Théâtre Daniel Sorano Vincennes
- 1965 : Les Ennemis de Maxime Gorki, mise en scène Pierre Debauche, Festival de Nanterre
- 1967 : Chaud et froid de Fernand Crommelynck, mise en scène Pierre Franck, Théâtre de l'Œuvre
- 1967 : Demandez Vicky de Marc-Gilbert Sauvajon, mise en scène Jacques-Henri Duval, Théâtre des Nouveautés
- 1968 : Quoat-Quoat de Jacques Audiberti, mise scène Georges Vitaly, Théâtre La Bruyère
- 1969 : Fin de carnaval de Josef Topol, mise en scène Pierre Debauche, Théâtre des Amandiers
- 1969 : Pas de pitié pour la dame de Dario Fo, mise en scène Pierre Debauche, Théâtre des Amandiers
- 1972 : Le Médecin malgré lui de Molière, mise en scène Jean Meyer, Maison des Jeunes Cachan
- 1973 : L'Orchestre de Jean Anouilh, mise en scène Andréas Voutsinás, Café-théâtre des Halles Le Fanal Paris
- 1975 : C'est pas mon frère de Pierre Louki, mise en scène Christian Dente, Théâtre de l'Est parisien
- 1976 : À vos souhaits de Pierre Chesnot, mise en scène Claude Sainval, Comédie des Champs-Élysées
- 1976 : L'Orchestre de Jean Anouilh, mise en scène Andréas Voutsinás, Café-théâtre des Halles Le Fanal Paris
- 1977 : C'est pas mon frère de Pierre Louki, mise en scène Christian Dente, Le Coupe-Chou Beaubourg Paris
- 1983 : Chacun sa vérité de Luigi Pirandello, mise en scène François Périer, Comédie des Champs-Élysées
- 1989 : Une absence de Loleh Bellon, mise en scène Maurice Bénichou, Théâtre des Célestins
- 1994 : Rossini ou la fleur de l’âge de Claude d'Anna et Laure Bonin, mise scène Stephan Meldegg, Théâtre La Bruyère
- 1996 : Page 27 de Jean-Louis Bauer, mise en scène Pierre Santini, Théâtre Tristan Bernard
- 2002 : Knock ou le Triomphe de la médecine de Jules Romains, mise en scène Maurice Bénichou, Théâtre de l'Athénée-Louis-Jouvet, Théâtre des Célestins
- 2003 : Knock ou le Triomphe de la médecine de Jules Romains, mise en scène Maurice Bénichou, Théâtre national de Nice, Théâtre Antoine
- 2006 : Les Manuscrits du déluge de Michel Marc Bouchard, mise en scène Laurence Renn, Théâtre Tristan Bernard
- 2007 : La Madone des dancings ou les Mille Vies d'Yvette Horner d'Eudes Labrusse, mise en scène Dominique Verrier
- 2008 : La Madone des dancings ou les Mille Vies d'Yvette Horner d'Eudes Labrusse, mise en scène Dominique Verrier
- 2009 : La Madone des dancings ou les Mille Vies d'Yvette Horner d'Eudes Labrusse, mise en scène Dominique Verrier
- 2010 : La Madone des dancings ou les Mille Vies d'Yvette Horner d'Eudes Labrusse, mise en scène Dominique Verrier
- 2012 : Les Menteurs de Anthony Neilson, mise en scène Jean-Luc Moreau, Théâtre de la Porte-Saint-Martin